# Glass Rose
Glass Rose (japanisch: 玻璃ノ薔薇, Hepburn: Garasu no Bara) ist ein Point-and-Click-Adventure mit psychologischem Horror, das von Cing und Capcoms Production Studio 3 entwickelt und von Capcom für die PlayStation 2 herausgebracht wurde. Es wurde in Japan am 6. November 2003 und in Europa am 26. März 2004 veröffentlicht.

## Spielablauf
Das Spiel verwendet hauptsächlich ein Point-and-Click-System. Die Spieler steuern Takashis Bewegungen nicht direkt, sondern verwenden einen Cursor, um interessante Punkte in der Spielumgebung auszuwählen. Dieses Steuerungsschema wird auch in einigen Szenen verwendet, die Quick-Time-Events ähneln. Mindpoints werden verwendet, wenn es dem Spieler nicht gelingt, die Erforschung eines bestimmten Bereichs innerhalb einer bestimmten Zeitspanne abzuschließen und wenn Gedankenlesen eingesetzt wird. Das Spiel endet, wenn die MPs vollständig aufgebraucht sind.
Ein großer Teil des Spiels besteht aus Gesprächen mit anderen Personen aus dem Yoshinodou-Haushalt. Während eines Gesprächs kann der Spieler mit dem Cursor Wörter im Text auf dem Bildschirm markieren, was Takashi die Möglichkeit gibt, weitere Fragen zu bestimmten Themen des Gesprächs zu stellen.

## Handlung
Glass Rose spielt hauptsächlich in einem abgelegenen japanischen Haus im Jahr 1929. Der Spieler schlüpft in die Rolle eines Amateur-Reporters namens Takashi Kagetani. Als er im Jahr 2003 mit seinem Freund Emi ein verlassenes Haus erkundet, wird er von einer übernatürlichen Kraft bewusstlos geschlagen und erwacht vierundsiebzig Jahre in der Vergangenheit, wo das Haus wieder in ihrem alten Glanz erstrahlt. Um in seine eigene Zeit zurückzukehren, ist Takashi gezwungen, das Haus zu erkunden und mit dessen Bewohnern, die Yoshinodou-Familie, zu interagieren.
Takashi findet ebenfalls heraus, dass er durch die Zeitverschiebung die Fähigkeit erlangt hat, während eines Gesprächs mit einer anderen Person kurzzeitig einen Blick in dessen Kopf zu werfen. Durch den Einsatz dieser Fähigkeit ist er in der Lage, eine Reihe von Morden in der Yoshinodou-Familie zu ermitteln.

## Charaktere
Takashi Kagetani – der Hauptcharakter des Spiels. Es wird auch gesagt, dass er dem lang verschollenem Sohn von Denemon Yoshinodou sehr ähnlich sieht. Diese Erkenntnis führt später dazu, dass er für die Morde beschuldigt wird. Masahiro Matsuoka aus der Band Tokio ist das Abbild des Charakters, sowie des Motion Captures und der Stimme. In der englischen Version wird er gesprochen von Eric Kelso.
Emi Katagiri – Takashis Freund and Koutaros Enkelin. Nachdem Takashi in die Zeit zurückgeschickt wird, erscheint Emi als gespenstisches Abbild und sie verlieren direkten Kontakt zueinander. Sie wird gesprochen von Ryoko Gi in der japanischen und von Lisle Wilkerson in der englischen Version.
Koutaro Katagiri – Emis Großvater und ehemaliger Detektiv. Er wurde von seinem Boss, Ryouji Ihara, zum Haus der Yoshinodou-Familie gerufen, um  Kazuya Nanase für den Mord an Iharas Ehefrau ausfindig zu machen. Er wird von Rikiya Koyama in der japanischen und von Peter von Gomm in der englischen Version vertont.

### Yoshinodou-Familie
Denemon Yoshinodou – Das Oberhaupt der Yoshinodou-Familie. Er ist das erste Mordopfer in dem später bekannt gegebenen „New World Cinema murders“ in 1929. Er wird gesprochen von Hiroshi Arikawa in der japanischen und von Barry Gjerde in der englischen Version.
Hisako Yoshinodou – Die erste Ehefrau von Denemon und eine Schauspielerin. Sie ist die Mutter von drei Kindern: ihr Sohn Hideo und die Zwillinge Takako und Kazuya.
Yurie Yoshinodou – Die zweite Ehefrau von Denemon, sie brachte zwei Kinder zur Welt: Kanae and Marie. Es wird gesagt, sie sei die Ehefrau die von Denemon am meisten geliebt wurde, aber in Wirklichkeit war sie eine verbitterte Frau die plante ihn zu töten. Sie beging Selbstmord aus Paranoia, da sie Angst hatte, Denemon würde sie eines Tages selbst töten.
Ayako Yoshinodou – Die dritte Ehefrau von Denemon. Sie heiratete Denemon, um ihn für sein Geld auszunutzen, damit sie die Schulden ihrer Familie abbezahlen kann und ihre Stiefkinder sagen über sie, sie sei nicht vertrauenswürdig. Ayako wollte vom Leben in dem Yoshinodou-Haus fliehen, starb aber noch bevor sie dies tun konnte. Sie wird gesprochen von Miki Yamazaki auf Japanisch und von Rumiko Varnes auf Englisch.
Hideo Yoshinodou – Der älteste Sohn und das aktuelle Oberhaupt der Yoshinodou-Familie. Er ist der Ehemann von Youko Yoshinodou und hat einen Sohn namens Taki Matsubashi. Er war das zweite Opfer der Morde. Er wird gesprochen von Masaki Terasoma in der japanischen und von Walter Roberts in der englischen Version.
Takako Yoshinodou – Das zweitälteste Mädchen der Familie und Kazuyas Zwillingsschwester, wenn auch ohne ihr Wissen. In die Fußstapfen ihrer Mutter tretend, wurde sie auch Schauspielerin, und ihr Verlobter, Kiyohiko Yoshikawa, unterstützte ihre Karriere als Regisseur. Sie wird später ermordet und ihr Körper wird gefunden von Takashi. Sie wird gesprochen von Saori Yumiba in der japanischen und von Bianca Allen in der englischen Version.
Kazuya Nanase – Denemons längst verlorener Sohn. Obwohl er immer noch von seinem entfremdeten Vater geliebt wird, ist Kazuya ein rachsüchtiger Mann, der die Morde inszeniert. Er wird auf Japanisch von Masahiro Matsuoka und in der englischen Version von Eric Kelso gesprochen.
Matsunosuke Shimada – Ein Gärtner der für die Yoshinodou-Familie arbeitet. Er ist in Yuries Plan zum Mord an Denemon verwickelt. Er wird auf Japanisch von Noboru Mitani und in der englischen Version von Jeff Manning gesprochen.

## Entwicklung
Capcom hielt am 21. Februar 2003 eine Pressekonferenz ab, um Glass Rose zu bewerben. Laut Tatsuya Minami wurde die Grafik von Glass Rose vom Jugendstil inspiriert. Er sagte auch, dass die Entscheidung getroffen wurde den Spielern das Gefühl zu geben, einen alten Film zu schauen.
Die Stimme und das Abbild von Masahiro Matsuoka wurden für das Spiel verwendet.

## Bewertung
Das Spiel erhielt laut der Bewertungs-Website Metacritic „allgemein ungünstige Bewertungen“. In Japan gab Famitsu dem Spiel eine Sieben, eine Acht und zwei Siebenen, also insgesamt 29 von 40 Punkten.